# Typhlocarcinus dentatus
Typhlocarcinus dentatus is een krabbensoort uit de familie van de Pilumnidae. De wetenschappelijke naam van de soort is voor het eerst geldig gepubliceerd in 1945 door Stephensen.